# 竜宮インターチェンジ
座標: 北緯35度5分43.4秒 東経136度53分56.9秒 / 北緯35.095389度 東経136.899139度

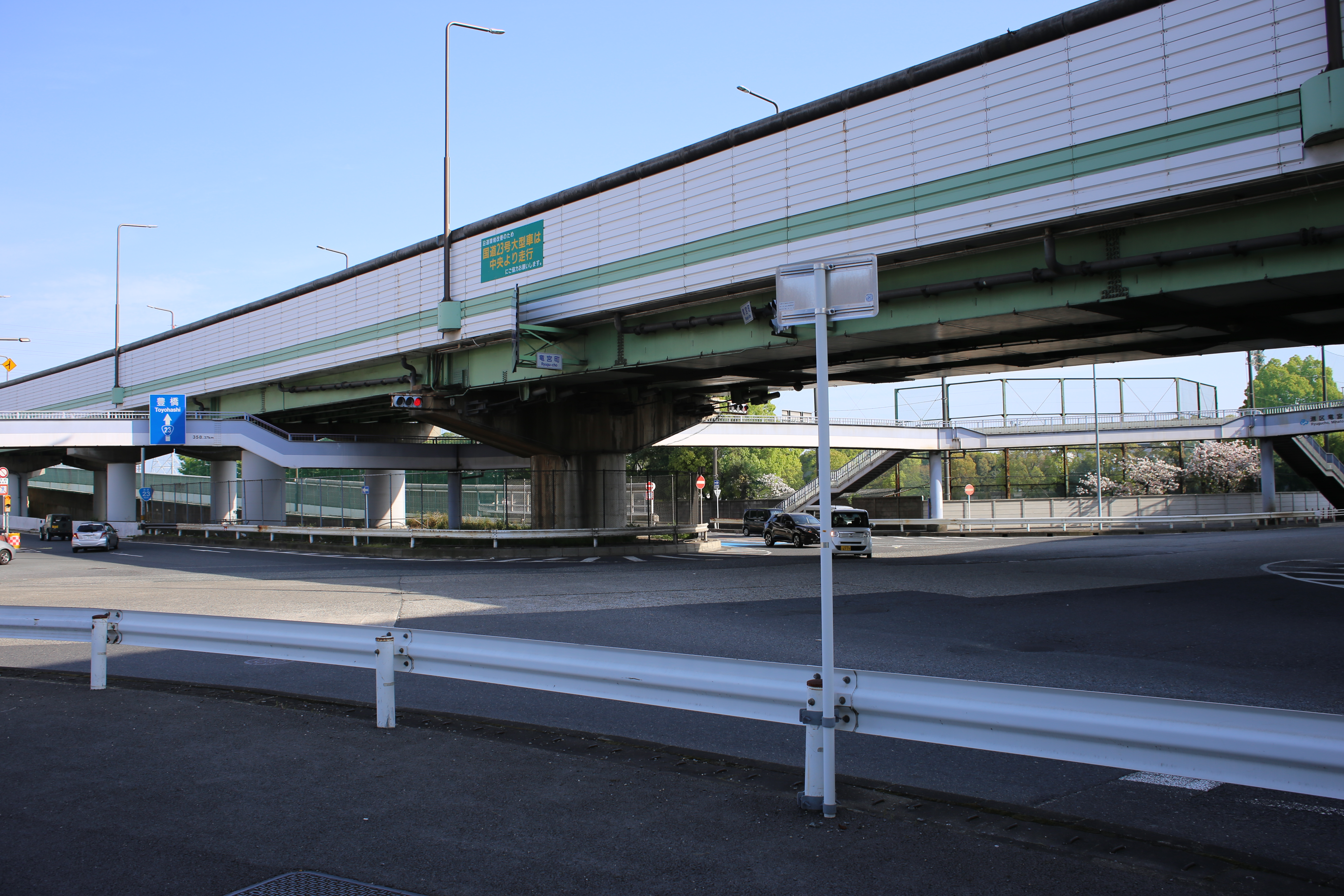
竜宮インターチェンジ（2016年4月）

竜宮インターチェンジ（りゅうぐうインターチェンジ）は、愛知県名古屋市南区と港区の境にある名四国道（国道23号）のインターチェンジ。
この道路を挟んで北側は主に住宅地、南側は主に工業地域となっており、多くの企業の工場が置かれている。

## 接続する道路
- 愛知県道225号名古屋東港線
- 名古屋市道名古屋環状線

※ 名古屋市道名古屋環状線は大江町～竜宮町（当IC出入口）で愛知県道225号名古屋東港線と、当IC～築地口ICで名四国道とそれぞれ重複している。

## 周辺
- 大同特殊鋼 築地工場
- 愛知機械工業 大江工場
- 東レ 名古屋事業所
- 三菱重工業 大江工場
- JERA 新名古屋火力発電所
- 名古屋港ワイルドフラワーガーデン ブルーボネット
- 伊勢湾岸自動車道 名港潮見IC
- 名古屋高速道路4号東海線 木場出入口

## 隣
名四国道（国道23号）
北頭IC - 竜宮IC - 築地口IC（竜宮方面の出入口）